# Fomalhaut b
A Fomalhaut b a Fomalhaut (α Piscis Austrini) csillag körül keringő objektum. Felfedezését együtt jelentették be a HR 8799 rendszerével. Egy ideig exobolygóként azonosították, így ez lett volna az egyik első olyan rendszer, ahol nemcsak hogy sikerült lefényképezni a bolygót, hanem kimutatták csillag körüli keringését is. Mára azonban gyakorlatilag eltűnt, így valószínűbb, hogy egy törmelékfelhőről volt szó.
A 25 fényévre lévő α Piscis Austrini körül először az IRAS infravörös csillagászati műhold fedezett fel porkorongot, ezt később a Hubble űrtávcső is megörökítette, és a porkorong egyenetlen eloszlásából (belső pereme nem elmosódott, hanem éles, ami arra enged következtetni, hogy ezen az oldalon valami kitakarította a port), valamint abból, hogy középpontja nem esik egybe a csillagéval, következtettek bolygók meglétére. A porkorongon belüli egyik folt az egymást két évvel követő felvételeken elmozdult, az elmozdulás mért mértéke megegyezik a tömegből számíthatóval.
Az objektum keringési periódusa 872 év, csillagtól való távolsága 119 CsE, a porkorongra hatásának mértékéből becsült tömege 0,3-2 jupitertömeg között van. Központi csillaga a jelenleg ismert egyik egyik legfiatalabb, mindössze 100 millió éves.
A bolygó megfigyelése a Hubble űrtávcső ACS (Advanced Camera for Surveys) kamerájának üzemzavarai miatt a 2009 első félévében induló STS–125 küldetést megelőzően rövid ideig szünetelt.

## Az objektum eltűnése
A bolygó már első két észlelése között fél magnitúdót halványodott (2004 és 2006 között). Ezután a halványodás tovább folytatódott, míg 2014-re gyakorlatilag eltűnt. Emiatt nagyon valószínűtlen, hogy exobolygóról lenne szó.
Már kezdetben is feltűnt, hogy tömegéhez képest túlságosan fényes, míg az infravörös tartományban egyáltlán nem sugároz, bár ezt egy nagy méretű gyűrűrendszer is magyarázhatta volna.
Valószínűleg egy porfelhőről van szó, melyet két kisbolygó ütközése (tehát egy igen ritka esemény) hozott létre.

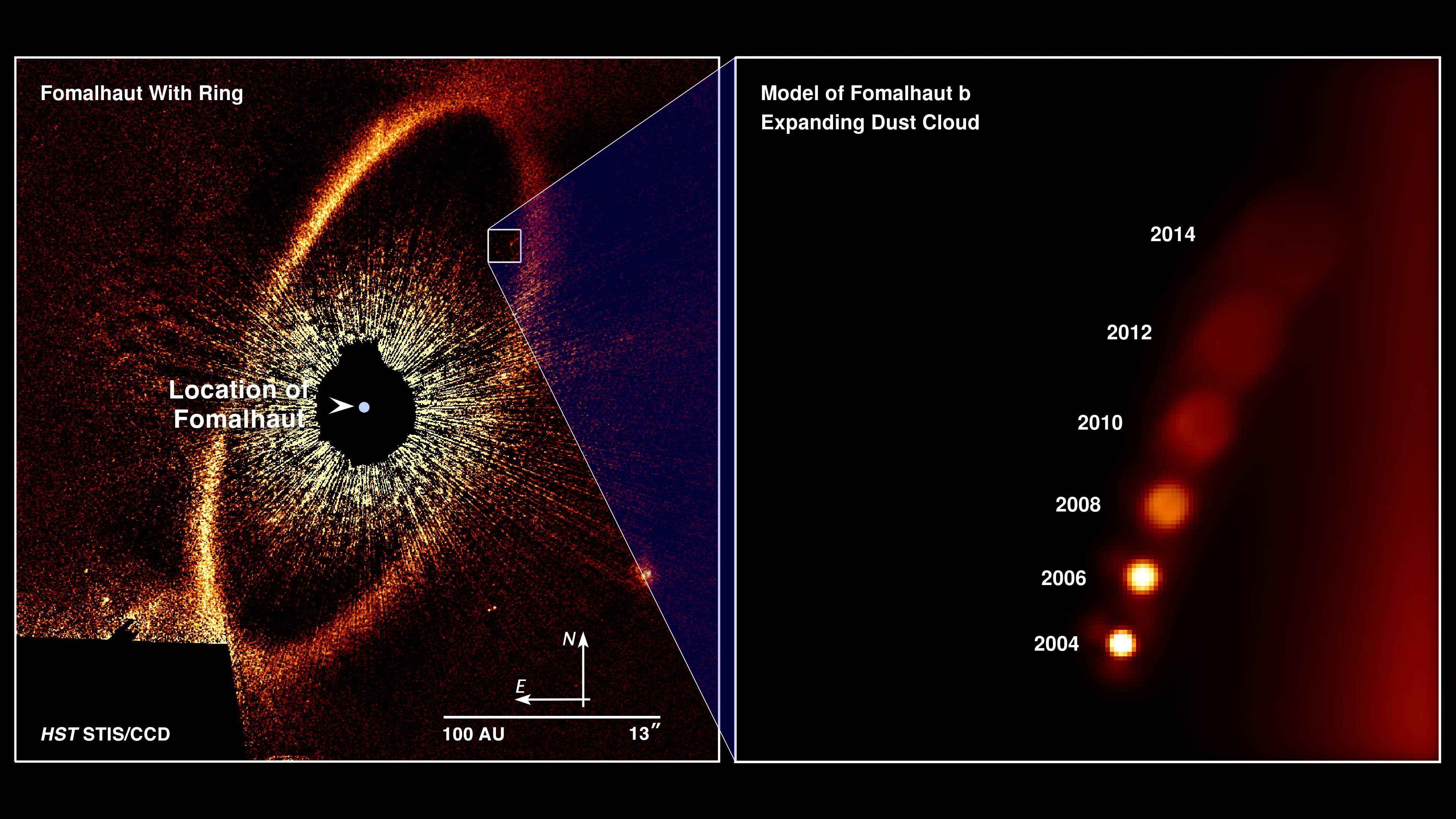
A Formalhaut b halványulása és eltűnése